# Gejza Uherský
Gejza Uherský (1151 – po 1210?) byl uherským princem a uchazečem o trůn, část života strávil ve vězení a poté se připojil ke křížové výpravě císaře Fridricha Barbarossy.

## Rodina
Byl čtvrtým synem uherského krále Gejzy II. a Eufroziny Kyjevské. Po smrti krále Gejzy roku 1162 nastoupil na uherský trůn nejstarší z bratrů - Štěpán. Mladší Béla byl zasnouben z byzantskou princeznou a měl se stát nástupcem císaře Manuela Komnéna, jenž již nepočítal s narozením mužského dědice. Štěpán však po deseti letech vlády zemřel zřejmě v důsledku jedu a Bélovi byla nabídnuta uherská koruna. Většina uherských magnátů včetně královny matky však jako vhodnějšího pretendenta trůnu viděla prince Gejzu, který na rozdíl od Bély vyrůstal a žil v Uhrách. Béla nechal po několika marných snahách o změnu na trůnu oba, matku i bratra, uvěznit. Gejzovi se opakovaně podařilo utéct k sousedním vládcům, ale jak rakouský vévoda Leopold, tak český kníže Soběslav II. jej Bélovi vydali. Vězněm byl až do roku 1189, kdy byl propuštěn na přímluvu císaře Barbarossy. Stal se společně s dvěma tisícovkami uherských bojovníků účastníkem kruciáty, jež měla za cíl osvobození Jeruzaléma. Po krachu výpravy se do vlasti nevrátil, údajně se oženil s byzantskou šlechtičnou a zemřel zřejmě po roce 1210.